# Draft d'espansione NBA 1980
Il draft d'espansione 1980 si è svolto il 28 giugno 1980, per la formazione dei Dallas Mavericks.

## Giocatori selezionati
| Giocatore          | Posizione           | Nazionalità | Squadra precedente     |
| ------------------ | ------------------- | ----------- | ---------------------- |
| Del Beshore        | playmaker           | Stati Uniti | Chicago Bulls          |
| Winford Boynes     | guardia/ala piccola | Stati Uniti | New Jersey Nets        |
| Alonzo Bradley     | ala piccola         | Stati Uniti | Houston Rockets        |
| Mike Bratz         | playmaker           | Stati Uniti | Phoenix Suns           |
| Marty Byrnes       | ala piccola         | Stati Uniti | Los Angeles Lakers     |
| Austin Carr        | guardia             | Stati Uniti | Cleveland Cavaliers    |
| Jim Cleamons       | guardia             | Stati Uniti | Washington Bullets     |
| Terry Duerod       | playmaker           | Stati Uniti | Detroit Pistons        |
| Jack Givens        | guardia/ala piccola | Stati Uniti | Atlanta Hawks          |
| Joe Hassett        | guardia             | Stati Uniti | Indiana Pacers         |
| Geoff Huston       | playmaker           | Stati Uniti | New York Knicks        |
| Abdul Jeelani      | centro              | Stati Uniti | Portland Trail Blazers |
| Jeff Judkins       | guardia/ala piccola | Stati Uniti | Boston Celtics         |
| Arvid Kramer       | centro              | Stati Uniti | Denver Nuggets         |
| Tom LaGarde        | ala grande/centro   | Stati Uniti | Seattle SuperSonics    |
| Billy McKinney     | playmaker           | Stati Uniti | Kansas City Kings      |
| Wiley Peck         | guardia             | Stati Uniti | San Antonio Spurs      |
| Bingo Smith        | guardia/ala piccola | Stati Uniti | San Diego Clippers     |
| Jim Spanarkel      | guardia/ala piccola | Stati Uniti | Philadelphia 76ers     |
| Raymond Townsend   | playmaker           | Stati Uniti | Golden State Warriors  |
| Richard Washington | ala grande/centro   | Stati Uniti | Milwaukee Bucks        |
| Jerome Whitehead   | ala grande/centro   | Stati Uniti | Utah Jazz              |